# 春夏仁美
春夏仁美（5月30日—），日本的女性聲優、歌手。本名森嶋 仁美（もりしま ひとみ），旧艺名春夏ひとみ、别名ひーこ、Heco。

## 外部連結
- はるかひとみ | ASlinkProject （页面存档备份，存于） - 所属事務所公式介绍页面
- 『funny elephant』春夏仁美公式博客（新） （页面存档备份，存于）（2010年7月2日 - ）
- 春夏仁美的X（前Twitter）